# African Herbsman
Az African Herbsman egy Bob Marley & The Wailers-válogatáslemez, melyet 1973-ban adott ki a Trojan Records.

## Számok

### A oldal
1. Lively Up Yourself – 2:55
2. Small Axe – 4:00
3. Duppy Conqueror – 3:04
4. Trenchtown Rock – 3:01
5. African Herbsman – 2:26
6. Keep On Moving – 3:08
7. Fussing and Fighting – 2:30
8. Stand Alone – 2:10

### B oldal
1. All in One – 3:38
2. Don’t Rock the Boat – 4:38
3. Put It On – 3:11
4. Sun Is Shining – 2:13
5. Kaya – 2:41
6. Riding High – 2:48
7. Brain Washing – 2:42
8. 400 Years – 2:32